# Gottlieb Bertrand

Bertrand um das Jahr 1800

Gottlieb Bertrand (* 23. März 1775 in Braunschweig; † 15. Juli 1813 in Osterwieck) war ein deutscher Autor.

## Leben
Gottlieb Bertrand wurde am 23. März 1775 in Braunschweig geboren und am 25. März in der St. Andreaskirche zu Braunschweig auf den Namen Gottlieb Werner Anthon Bertram getauft. In einer späteren Urkunde gab er auch den Vornamen Hans an. Er war der jüngste Sohn des Obercommissarius Johann Heinrich Bertram und dessen Ehefrau Henriette Wilhelmine, geb. Thorbrüggen. Sein Großvater Bertram war Fürstlicher Oberhütten-Inspector des Herzogtums Braunschweig-Lüneburg, sein Großvater Thorbrüggen war Kirchenschatzmeister und juristischer Sachwalter am Stift St. Balsii, dem Braunschweiger Dom. Gottlieb Bertrands Vater war ab 1780 Landvogt im Halbgericht Bettmar bei Braunschweig, daher leitet sich die in allen Veröffentlichungen verbreitete Vermutung ab, Gottlieb Bertrand stamme aus Bettmar. Mit Sicherheit hat er dort seine Kindheit verlebt. Die eigentliche Wohnung war in Braunschweig, im Haus des Hofrats von Hantelmann in der Wendenstraße. Dadurch hatte er die Möglichkeit, umfangreiche Bildung zu erwerben. Zur Ausbildung wurde er in die Hände eines Kaufmanns gegeben und arbeitete als dessen Diener. Daneben arbeitete er an einem Liebhabertheater und agierte auch eine Zeit lang mit einer Schauspielergesellschaft in Wolfenbüttel, die ihm dafür eine Benefizvorstellung gab. Er begann Schauspiele und Romane zu schreiben. In diese Zeit fällt vermutlich die Namensänderung in Bertrand. In der Trauungsurkunde 1797 und ab diesem Datum steht für alle Familienmitglieder der Familienname Bertrand. Am 6. Dezember 1797 heiratete er in der Neuen Kirche zu Wolfenbüttel (heute: St. Johanniskirche) die Tochter eines Braunschweiger Viktualienhändlers, Johanne Marianne Wilcke. Zu dieser Zeit wohnen die Bertrands bereits in Wolfenbüttel.
Hier entstanden die meisten seiner Werke, insgesamt 6 Schauspiele und 18 Romane.
Von 1803 unterrichtete er an der Samson-Schule, einer jüdischen Schule in Wolfenbüttel, wo er für deutsch Schreiben und Lesen, so wie auch Rechnen, zuständig war. Unter seinen Schülern dort, waren die später berühmten Wissenschaftler Leopold Zunz und Isaak Markus Jost.
Nach 1806 mit dem Einmarsch der Franzosen wurde das Herzogtum Braunschweig, das mit Preußen gegen Napoleon verbündet war, dem Königreich Westphalen mit der Hauptstadt Kassel zugeschlagen. Die Theater spielten jetzt vorrangig Opern und Ballette. Für Gottlieb Bertrand wurde es schwieriger, den Unterhalt für die Familie aufzubringen. Daher gab er im Sommer 1808 in Braunschweig Anzeigen auf, um sich zum Unterrichtgeben im Buchhalten, Rechnen und Schreiben anzubieten. Er siedelte ins ca. 50 km entfernte  Osterwieck über und wohnte im Pflaumenbaumschen Hause am Markt 420. In diesem Haus starb er am 15. Juli 1813, im Alter von 38 Jahren. Er verdiente sein Geld zuletzt als Uhrmacher.
Er hinterließ 6 Kinder. Seine junge Witwe kehrte nach Braunschweig zurück. Die älteste Tochter gab sie zu Bertrands Schwester in die Riekesche Stiftung, wo diese 1815 mit 16 Jahren starb und im Armengrab beigesetzt wurde. Die drei Söhne erhielten Ausbildungen zum Schriftgießer oder Messerschmied. Die Witwe Bertrand starb nach 1839 in Braunschweig. Aus ihrem Nachlass stammt das handgemalte Porträt von Gottlieb Bertrand, das um 1800 entstanden ist.

## Werk
Die Werke Gottlieb Bertrands fanden weite Verbreitung, nicht nur in Deutschland, auch in Schweden, Dänemark, Großbritannien, Schweiz und Österreich (dort ist er in der Nationalbibliothek verzeichnet, in Deutschland nicht). Einige Werke sind durch Wasserschäden oder Kriegsverlust heute nicht mehr nachweisbar. Die umfangreichste Sammlung besitzt die Königliche Bibliothek zu Berlin.
Drei seiner Schauspiele finden sich in der Sammlung Deutsche Schaubühne oder dramatische Bibliothek der neusten Lust-, Schau-, Sing- und Trauerspiele, Augsburg und Leipzig 1818. Der Roman „Minna oder das neue Räubermädchen“ ist erst nach seinem Tod 1819 in Leipzig veröffentlicht worden. Gottlieb Bertrand ist öfter verwechselt worden mit dem Vielschreiber Karl Schöpfer, der 1811 geboren wurde und unter dem Pseudonym G. Bertrant bzw. Gottlieb Bertrant einige seiner Werke herausgab.
Der Literaturwissenschaftler Carl Müller-Fraureuth bezeichnet 1894 in seiner Arbeit „Die Ritter- und Räuberromane“ Gottlieb Bertrand als „eine Braunschweigische Grösse auf dem Gebiet des Räuberromans“. Am häufigsten wird G. Bertrand mit seinem Roman „Nikol List“ in Verbindung gebracht. Dabei ist dieses Werk vielleicht nicht sein ausgereiftestes, denn es endet mit dem ersten Teil abrupt kurz vor dem Kirchenraub in der St. Katharinen-Kirche zu Braunschweig. Bertrand beschreibt akribisch den Lebensweg mit den ihm bekannten historischen Daten. Der zweite Teil, in dem die größte seiner Schandtaten, der Kirchenraub zu Lüneburg, seine Gefangennahme in Greiz und sein Tod in Celle geschildert werden müsste, wurde nicht geschrieben.
Genauer und vollendet ist sein Roman über den Kosaken-Rebellen Pugatschow. Er verfolgt alle Stationen des falschen Zaren mit genauen Daten bis zur Hinrichtung 1775 in Moskau.
Auffällig, wie bei anderen Werken auch, ist der Untertitel, „romantisch dargestellt.“. Bertrand folgt damit einer Mode der Zeit, die auf Novalis zurückgeht, der 1797 schrieb „…Indem ich dem Gemeinen einen hohen Sinn, dem Gewöhnlichen ein geheimnisvolles Ansehen, dem Bekannten die Würde des Unbekannten, dem Endlichen einen unendlichen Schein gebe, so romantisiere ich es…“ Dieses Verfahren zieht sich wie ein roter Faden durch fast alle Werke Bertrands.
In seinen Romanen tritt durchwegs ein alter, weiser Übervater auf, der seinen Schützling in die verschiedensten Situationen bringt, um ihm Lebenserfahrung zu vermitteln und ihn für den weiteren Lebensweg durch die gewonnenen Erfahrungen zu stärken. Erst am Ende der jeweiligen Geschichte gibt der Alte sich und die Beweggründe seiner Handlungen preis. Dabei ist Bertrand durchaus den Idealen der Aufklärung verbunden, er endet immer mit einem Appell an die Regierenden für eine moderate Leitung der Amtsgeschäfte und sieht das Ideal in einer bescheidenen Lebensführung auf dem Lande.
Erstaunlich ist die Breite seiner Themen. Zwischen den Familiengeschichten „Der unbekannte Wanderer“ 1799 und „Der Räthselhafte“ 1809, die zu seiner Lebenszeit spielen und autobiographische Teile (z. T. durchaus selbstironisch) verarbeiten, seiner Heimat Braunschweig und Wolfenbüttel ein Denkmal setzen, liegen die Schilderungen über die Räubergestalten Nicol List, Mazarino und Pugatschow, bzw. der erfundenen Räuberfigur Zoresco von Genua.
In seinen Schauspielen schildert er große zeitgeschichtliche Auseinandersetzungen: In „Sigismund und Sophronie“ geht es um die historisch verbürgte Geschichte der Vereinigung der Königreiche Polens und Russlands im 17. Jahrhundert, in „Abdali, König von Grenada“ um die Befreiung Spaniens 1492 durch Don Carlos von den maurischen Fürsten, und schließlich in „Zoresco von Genua“ um die mutige Tat einer Frau zur Rettung der Republik Venedig vor den korrupten Staatsdienern. Mit dem Schauspiel „Clorinde, die Zauberin“ schreibt er ein szenisches Märchen für Kinder, in dem die beiden Kinder durch gute Taten ihre kranke Mutter retten.
Auch das vaterländische Trauerspiel „Eva von Trott“, das zur Zeit der Reformation angesiedelt ist, verarbeitet geschichtliche Begebenheiten um die Figur der braunschweigischen Herzogin und deren rätselhaften Tod, für die er, wie er in einem ausführlichen Vorwort beschreibt, umfangreiches Quellenstudium zur Adelsgeschichte der Familie Trotta betrieben hat.
In den Vorworten und Anmerkungen grenzt er sich ab von der Vielschreiberei seiner Zeit, er fordert lieber weniger zu schreiben, aber mehr Qualität zu liefern, um dem Andrang der Buchhändler und Leihbibliotheken zu genügen. Er hat genaue Vorstellungen von der Aufführung seiner Schauspiele, gibt genaue Charakterisierungen vor und macht Vorschläge für die szenische Umsetzung.
Sein ältester Sohn gibt in der Trauungsurkunde 1825 als Beruf des Vaters Privatgelehrter an. Die Mehrzahl seiner Werke befasst sich nicht mit Ritter- oder Räubergestalten, sondern es sind verzweigte und verschlüsselte Familien- und Liebesgeschichten seiner Zeit. Dem belesenen Mann, der auch Goethe, Schiller, Klopstock, Shakespeare und Iffland zitiert, lag viel daran, Geschichte und geschichtliche Ereignisse zu verbreiten und so einen Beitrag zur Bildung zu leisten. Deshalb wird ihm und seiner Tätigkeit das Projekt „Historischer Roman“ der Universität Innsbruck vielleicht eher gerecht als die deutsche Einordnung in die Reihe der Schriftsteller von Räuberromanen. Sicher hat er sich mit seinen Romanen und Theaterstücken um einen gehaltvollen Beitrag zur Unterhaltungsliteratur seiner Zeit bemüht.
Bei Karl Goedeke in Grundriss zur Geschichte der deutschen Dichtung finden sich detaillierte Hinweise auf seine 20 Werke, Romane und Dramen. Fünf seiner Werke liegen in der Herzog August Bibliothek Wolfenbüttel, das Buch Der furchtbare Abenteurer Nikel List ist in der Stadtbücherei Danzig vorhanden.

## Werke
- Bertrand, Graf von Poitou oder der Geisterlehrling. Ein romantisches Mährchen. Goldstamm, Danzig 1803.
- Minna oder das neue Räubermädchen. Rein, Leipzig 1819. (Digitalisat)
- Abdali, König von Grenada oder die Abencerragen. Ein Trauerspiel in 5 Aufzügen. (Im 25. Band der Deutschen Schaubühne oder Dramatische Bibliothek der neuesten Lust-, Schau-, Sing- und Trauerspiele, 1818) (Digitalisat)
- Clorinde, die Zauberin oder die belohnte Kindesliebe. Ein Schauspiel in 2 Aufzügen mit Gesängen, zur Aufführung auf Gesellschaftstheatern durch Kinder. (Im 26. Band der Deutschen Schaubühne oder Dramatische Bibliothek der neuesten Lust-, Schau-, Sing- und Trauerspiele, 1818) (Digitalisat)
- Der Räthselhafte oder die zwei Alten. 2 Bände. Leipzig 1811, Gießen o. J. (Digitalisat Band 2)
- Sigismund und Sophronie, oder Grausamkeit aus Aberglauben. Ein Schauspiel. Augsburg 1812 (im 21. Band der Deutschen Schaubühne) (Digitalisat)
- Zoresco von Genua. Trauerspiel in fünf Aufzügen. Sseitenstück zu Zschokkes Abällino. Braunschweig 1808. (Digitalisat)
- Pugatschew, der furchtbare Rebell. Zwei Theile. Albrecht, Wolfenbüttel 1807. (Digitalisat)
- Alwina, Prinzessin von ***, oder die Kabalen. 2 Theile. Joachim Leipzig 1807. (Digitalisat Theil 1)
- Der furchtbare Abenteurer Nikel List, genannt: von der Mosel. Romantisch dargestellt. Schröder, Braunschweig 1806. (Digitalisat)
- Der Verstoßne oder die ungleichen Brüder. Schauspiel in 5 Akten. Schröder, Braunschweig 1805.
- Der Sarkophag, oder die Geheimnisse des Schlosses Berby. 2 Theile. Herold & Wahlstab, Lüneburg 1805. (Digitalisat)
- Gustav, der Verwiesene. 2 Bände. Herold & Wahlstab, Lüneburg 1804.
- Der Eidschwur. 2 Theile. Herold & Wahlstab, Lüneburg 1804. ([Digitalisat Theil 2])
- Der Alpenwanderer. Schröder, Braunschweig 1804.
- Golisano, der irrende Dämon. 2 Theile. Herold & Wahlstab, Lüneburg 1803.
- Das Geheimniß. 2 Theile. Nestler, Hamburg 1803. (Digitalisat Theil1)
- Amina, die schöne Zirkassierin. 2 Theile. Rein, Leipzig 1803. (Digitalisat Theil 2)
- Die wandernde Jungfrau. Ein Seitenstück zum unbekannten Wanderer. 2 Theile. Schröder, Braunschweig 1802 und 1803. (Digitalisat Theil 2)
- Mazarino der große Räuber in Lothringen und im Elsasse. 3 Bände. Herold & Wahlstab, Lüneburg 1802.
- Eva von Trott. Vaterländisch Trauerspiel in 5 Aufzügen. Herold & Wahlstab, Lüneburg 1801. (Digitalisat)
- Die Unerforschlichen. Eine Schweizergeschichte. Herold & Wahlstab, Lüneburg 1800. (Digitalisat Theil 1), (Theil 2)
- Der unbekannte Wanderer in vielen Gestalten. Eine Familiengeschichte unserer Zeit. 2 Bände. Schröder, Braunschweig 1799. (Digitalisat Band 1 und 2)

Die Unerforschlichen, Die wandernde Jungfrau, Mazarino und Pugatschew wurden Anfang des 19. Jahrhunderts ins Dänische übersetzt.
Mazarino erschien (1804) gefolgt von der "Schweizergeschichte" Die Unerforschlichen (De outgrundelige. En schweizerhistoria, 1805–06), Gollissano (Bandit-anföraren Golisano. Eller: Den vandrande anden. En röfvare-historia, 1807), und dem Sarkophag (Hemligheten, 1806–09) auf Schwedisch.De Sarkophaag. Vertaald uit het Duits. Leeuwarden, wed. J.P. de Boij, 1813. [2 delen in 1 band]
8°: pi1,2 A-Q 8, gepag.: [4] 256 pp.; pi1 A-P 8 Q 6, gepag.: [2] 252 pp.auf Holländisch